# Renzo Barbera
Lorenzo Barbera, detto Renzo (Palermo, 19 aprile 1920 – Palermo, 19 maggio 2002), è stato un imprenditore e dirigente sportivo italiano.
Era soprannominato Il presidentissimo e L'ultimo Gattopardo per la sua moralità.

## Biografia
Era figlio di Giuseppe (fondatore della "Latteria Barbera" e socio sostenitore del Palermo Football Club negli anni 1930) e di Maria Rutelli.
Il nonno materno fu il celebre scultore Mario Rutelli.
Il nonno paterno omonimo, Lorenzo Barbera, era un commerciante di olio e cavaliere del lavoro. Dal 2019 un suo pronipote, Dario Mirri, è presidente del Palermo.
Ufficiale del Regio Esercito durante la seconda guerra mondiale, nel 1943 fu preso prigioniero dai tedeschi.
Riuscì a evadere durante un trasferimento, venendo poi nascosto da alcuni contadini e pastori della Ciociaria.
Sposato con Giuliana Cicutto, ebbe tre figli: Giuseppe, Ferruccio (1951-2005) e Maria Ludovica.
Renzo Barbera è deceduto nelle prime ore del 19 maggio 2002 all'età di 82 anni, causa complicazioni cardiache.

### Gli inizi nel calcio minore
Dopo alcune brevi esperienze in piccole squadre parrocchiali (San Filippo Neri e Resuttana, delle quali fu entrambe presidente), nel 1951 Renzo Barbera partecipò alla rifondazione della Juventina Palermo. Da considerare che Barbera aveva già fatto parte della dirigenza della prima Juventina, quella storica degli anni '30 e '40.
Tra il 1956 e il 1964, la squadra prese parte ai campionati di Promozione (per un periodo chiamato anche “Campionato Nazionale Dilettanti”) e Prima Categoria.
Nel 1964-1965 vinse il girone A della Prima Categoria Sicilia, ma fu sconfitta dal più blasonato Ragusa, vincitore del girone B. Nella stagione successiva, la Juventina vinse nuovamente il proprio raggruppamento e si aggiudicò lo spareggio contro la Provinciale di Messina, per 2-0. Allenatore era il cecoslovacco ex Palermo Čestmír Vycpálek.
Nell'annata d'esordio nella nuova categoria, sempre guidata da Vycpálek, raggiunse il settimo posto in Serie D.
Nel 1968 la società si fuse con il Bagheria: nacque così la "Juve Bagheria".
Il 13 luglio 1969, Renzo Barbera rassegnò le proprie dimissioni da presidente.

### Presidente del Palermo
Nel frattempo, dal 1967, Renzo Barbera ricopriva anche un ruolo nel consiglio di amministrazione della società sportiva del Palermo, diventandone vicepresidente.
Il 4 maggio 1970, salì alla carica di Presidente dell'omonima squadra di calcio, fino al 7 marzo 1980, succedendo al dimissionario Giuseppe Pergolizzi e passando poi il testimone a Gaspare Gambino, costruttore edile.
Durante il periodo della "presidenza Barbera", il Palermo disputò (nonostante militasse in Serie B) le prime due finali di Coppa Italia della propria storia, nel 1973-1974 e nel 1978-1979. In particolare, nella prima, giocata contro il Bologna il 23 maggio 1974, il Palermo perse ai rigori in un modo molto controverso. Ciò nonostante, restò famoso il gesto di Renzo Barbera, che, sportivamente, fu il primo a tendere la mano al capitano della squadra avversaria. Inoltre consegnò ugualmente un premio partita, concordato in caso di vittoria della coppa, ai propri giocatori.
Nel 1973, il club rosanero aveva ricevuto anche la Stella d'oro al merito sportivo.
Renzo Barbera dimostrò passione per il calcio, al punto da investirvi anche sue rendite personali e tanto da ipotecare, di nascosto ai familiari, la villa di famiglia. Egli si distinse pure per il suo atteggiamento di fiducia nei confronti di calciatori siciliani.
Nel 1974 ricevette in regalo, da parte del suo parco giocatori, un piatto d'argento con dedica "A papà Renzo".
Come Raimondo Lanza di Trabia, era inoltre interessato ad altri sport di squadra, cosicché, anche se per poco tempo, rese il Palermo una polisportiva.

### Impegni esterni
Nel 1975 fu eletto consigliere comunale per la Democrazia Cristiana, tuttavia l'esperienza politica fu di breve durata.
Ha ricoperto la carica di Presidente del Comitato organizzatore siciliano in occasione del campionato del mondo 1990.
Negli anni novanta venne nominato Presidente onorario del Palermo.

### Riconoscimenti postumi
Dal 18 settembre 2002 lo Stadio La Favorita, sito nei pressi dell'omonimo Parco (antica tenuta del re Ferdinando III di Borbone), è intitolato in sua memoria, a quattro mesi dalla sua morte.